# Petitgas
Petitgas er en dansk hatteforretning, der ligger på Købmagergade lige over for Illum i København. Den blev grundlagt d. 23. april 1857 af Francois Petitgas. Det er verdens næstældste hatteforretning.
Butikken fører forskellige klassiske herrehatte som bowlerhat, sixpence, fedora, trilby og høje hatte. Siden 1872 har butikken solgt hatte af mærket Borsalino, som er særligt kendt for deres fedorahatte. Både bygningen og butikken er fredet.
Butikken har i tidens løb haft mange prominente kunder. H.C. Andersen skulle således eftersigende have været kunde i Petitgas. Generelt var forretningen populær bl.a. det bedre borgerskab, som foretrak Petitgas frem for andre hattemagere, og Frederik 9. og Olav 5. er også blevet ekviperet her samt folk fra både Norge og Sverige. Siden oprettelsen i 1800-tallet har butikken kun været udsat for ganske lidt renovering, og både interiøret og facaden står i dag i høj grad som butikken gjorde i 1800-tallet.

## Historie
Petitgas blev grundlagt af Francois Petitgas, der var af fransk oprindelse, og butikken åbnede d. 23. april 1857. Inden da havde han fungeret som svend hos en hattemager i Gothersgade. Baghuset fungerede som fabrik, hvor der i 1880'erne var mere end 40 mennesker ansat. I 1892 blev det nuværende vindue installeret i forbindelse med at butikken blev renoveret. Her blev et ur og et nyt kasseapparat indsat, som begge stadig bliver brugt. I 1900 modtog Petitgas en guldmedalje ved verdensudstillingen i Paris i 1900, og blev derved anerkendt som den bedste hattemager i verden.
Ved Petitgas' død i 1913 tog hans enke og datter over.
I 1924 solgte de butikken til Anton Ramussen, der videreførte forretningen indtil sin død i 1960. I hans tid blev der lagt et linoleumsgulv, som stadig eksisterer. Hans søn Frode overtog efter faderens død, og Frodes søn, Steen, fortsatte driften efter 1981.
I 1994 blev Kurt P. Jensen ansat, og han bestyrede Petitgas frem til 2002, hvor han overtog butikken helt. Han solgte den videre til den nuværende ejer, Bernhard Tommerup, i 2013. Flere havde inden da frygtet, at butikken med Jensens afgang ville lukke, da han flere gange havde udtalt, at der ikke fandtes nogen "med den fornødne viden og interesse for hatte". Tommerup havde tidligere arbejdet for IBM, og været kunde i butikken siden 1997. Han overtog butikken, da han efter eget udsagn ikke "kunne ... holde tanken ud om, at butikken skulle lukke".

## Galleri
- Udstillingsvinduet i 2017
- Høj hat fra Petitgas udstillet på Københavns Museum